# Лаура Дианти
Лаура Еустокия де Дианти (на италиански: Laura Eustochia de' Dianti; * ок. 1480, Ферара, Папска държава; † 25 юни 1573, Ферара, Папска държава) е метреса на Алфонсо I д’Есте, херцог на Ферара, Модена и Реджо, след смъртта на съпругата му Лукреция Борджия и вероятно негова трета съпруга.
От нея произлизат херцозите Есте ди Модена и Реджо, които папа Климент VIII при смъртта на Алфонсо II д'Есте през 1597 г. не желае да признае за херцози на Ферара.

## Произход
Лаура е със скромен произход. Родена е във Ферара, вероятно в квартал „Рипагранде“, като дъщеря на майстора на шапки Франческо Бокачи или Франческо Бокази Дианти († 1542). Има брат и сестра:
- Бартоломео Дианти
- Джулия Дианти, монахиня във ферарския манастир „Сант Агостино“ с името Лукреция Мария.[1]

## Биография

### Връзка с херцог Алфонсо I д'Есте
След като херцогиня Лукреция Борджия умира през 1519 г., Лаура става метреса на Алфонсо I д’Есте, херцог на Ферара, Модена и Реджо. Връзката им със сигурност започва преди 4 октомври 1524 г. – датата на дарението на земя на Дианти от страна на херцога. Той също така заповядва да построят дворец за нея – Палацина дела Роза, днешният Палацо Авенти на ул. „Алберто Лолио“, наречен така, защото е близо до църквата „Санта Мария дела Роза“, където се казва, че Алфонсо е минавал през таен подземен проход.
Лаура ражда двама сина на Алфонсо I: Алфонсо и Алфонсино, легитимирани от баща им в завещанието, съставено през август 1533 г., два месеца преди смъртта му. В него не се споменава Дианти, но заключителните разпоредби, съставени седмици по-късно, я споменават, и в тях завещателят инструктира децата да прехвърлят на майка си цял живот по 300 златни скуди годишно, докато тя не се омъжи повторно. В допълнение херцогът, пет дни преди смъртта си, оставя на нея и на двете им деца летния дворец Делиция дел Верджинезе близо до Портомаджоре, година по-рано приписан на неговия законен син Ерколе. Лаура вече притежава обширни имения в Кона, Кодреа, и Куартезана, много магазини във Ферара и дворци.
Лаура се омъжва за херцог Алфонсо малко преди смъртта му през 1534 г. Историкът от 17 – 18 век Лудовико Антонио Муратори се опитва да докаже, че бракът е сключен, събирайки значително количество документация, но изглежда няма официален документ за действително сключен брак. Дори и при липсата на абсолютно документално доказателство, „не може да има никакви съмнения относно публичния, официален характер на съюза“. Има подозрение, че херцог Ерколе II е отговорен за унищожаването на свидетелството за брак, опасявайки се от конфликт при наследяването между полубратята Алфонсо и Алфонсино. По-късно (1598 г.) папа Климент VIII използва неясния статут на брака на Лаура като претекст и обявява нейния внук Чезаре д’Есте (син на маркиз Алфонсо) за незаконен, и Чезаре губи Херцогство Ферара, което в крайна сметка преминава като в ръцете на папата.

### След смъртта на херцога
След смъртта на Алфонсо I Лаура се мести в своя дворец на ул. „Дели Анджели“, днес Палацо Бевилакуа. Там тя се грижи за образованието на двамата си сина, поверено на хуманистите Джамбатиста Джиралди Чинцио и Пелегрино Морето, за управлението на нейните имоти и феодални владения на децата (Монтекио и Кастелнуово) и за ръководството на истински личен двор, посещаван от интелектуалците Пелегрино Морето, Винченцо Брузантини, Луиджи Грото, Батиста Гуарини, Алберто Лолио, Джованбатиста Джиралди и художници като Томазо да Карпи, Камило Филипи и неговия син Себастиано, нар. Бастианино. На представленията, партитата и баловете в този малък двор се стичат самите принцове от Дом Есте. Докато Рене Френска има приятелски отношения с Лаура, то нейният съпруг, херцог Ерколе II е враждебно настроен към нея и към младите Алфонсо и Алфонсино.
Дианти се грижи и за внучка си Ренеа, извънбрачна дъщеря на младия Алфонсино, който умира на 17 години на 10 август 1547 г. Ренеа се омъжва за вдовеца Сиджизмондо Кауци Гонзага. Лаура освен това дава богатата зестра от 2000 златни скуди на племенницата си Лаура, дъщеря на брат ѝ Бартоломео, споменава в завещанието си и другите им деца Алфонсо и Вирджиния. Тя нарежда капитулната зала в манастира „Сант Агостино“, където живее сестра ѝ Лукреция, да бъде изписан от Батиста Доси.
От 1567 г. Лаура се завръща в Палацина дела Роза. Умира на около 70-годишна възраст на 27 юни 1573 г. и е погребана в църквата „Сант Агостино“ във Ферара. Целият двор присъства на погребението ѝ, включително херцог Алфонсо II и кардинал Луиджи д’Есте.

## Брак и потомство
∞ 1534 за херцог Алфонсо I д’Есте (* 21 юли 1476, Ферара; † 31 октомври 1534, Ферара). Те се женят, за да бъдат легитимирани двете им деца:
- Алфонсо д’Есте (* 10 март 1527, Ферара; † 1 ноември 1587, Ферара), маркграф на Монтекио 1534, ∞ 1. 1549 за Джулия дела Ровере († 1563), дъщеря на херцога на Урбино Франческо Мария I дела Ровере, от която има двама сина и две дъщери 2. 1584 за Виоланта Синя (* 1546, † 1609), от която няма деца. Има и един извънбрачен син.
- Алфонсино д’Есте (* септември 1530, † 10 август 1547), маркграф на Кастелнуово, има една извънбрачна дъщеря.

## В изкуството
Чертите на дамата са увековечени от Тициан в портрет от 1520 г., днес в частната швейцарска колекция „Кистерс“ от Кройцлинген. Любопитното е, че херцог Алфонсо I е първият владетел, който директно поръчва портрет на своя любовница. По едно време се предполага, че портретът на Федериго Гондзага (Музей „Прадо“, Мадрид), считан преди това за портрет на Алфонсо I, е нарисуван в двойка с него. Вероятно портретът на Лаура е съчетан с неоцелял портрет на херцога (копие от 17 век, вероятно от Рубенс – днес в Музей „Метрополитън“ Ню Йорк), като тези две картини биха могли да бъдат нарисувани през 1525 г., когато Тициан идва във Ферара, за да завърши последната картина за Camerino d'alabastro – „Бакх и Ариадна“. Историкът на изкуството Филип Фел посочва близката прилика на чертите на лицето на Лаура с тази на Ариадна в „Бакх и Ариадна“, което не може да е случайно, тъй като тази картина е нарисувана за Camerino d'alabastro на херцога. Има няколко копия на него: едно приписвано на Лудовико Карачи, съхранявано в Галерия Естенсе в Модена, друго – от 158 – 1530 г. от анонимен художник, в Националната пинакотека във Ферара, трето – от края на XVI век в Галерия „Боргезе“ в Рим.
Тициан, от друга страна, рисува „Жена на тоалетка“ (днес в Лувъра, Париж), която традиционно се смята за възможен образ на Лаура, тъй като тълкувателите смятат, че описанието на Джорджо Вазари се отнася конкретно за него, а също и защото мъжът на картината прилича на Алфонсо (между другото е изобразена блондинка, а не брюнетка). Според друго предположение това е племенникът на Алфонсо – Федерико II Гондзага (син на сестра му Изабела д’Есте) и неговата любовница Изабела Боскети или неговият син от Лукреция – Ерколе II д’Есте, или пък портрет на самия Тициан с любовницата му.
Един по-късен портрет на Дианти е дело на Себастиано Филипи, наречен Бастианино.
Предполага се, че „Аполон“ на Досо Доси от около 1525 г. (днес в Галерия „Боргезе“ в Рим) е поръчан от Алфонсо I като спомен за връзката му с Лаура (на платното тя е символизирана от нимфата Дафне). Портретът на дама от Доси в Музей „Конде“ в Шантийи също е свързан с нея. Доси изписва за нея тавана на Палацина дела Роза, подарен ѝ от херцога, с 4 лаврови клонки и изгряващо слънце на син фон. Освен това след смъртта на херцога тя наема брат му Батиста Доси поне от 1534 до 1546 г. Тя поръчва Св. Паула на Доси (ок. 1524 г.), чиято тема е необичайна, може би избрана, защото Св. Паула и Св. Евстатий са чествани заедно.
Може би именно тя е Лаура, която се споменава в „Бесния Орландо“ на Лудовико Ариосто (XLVI.5).